# Toon Nuijens
Antonius Nuijens (Limmen, 9 maart 1912 – Alkmaar, 26 februari 1973) was een Nederlands bloembollenkweker en politicus.
Nuijens was een afgevaardigde voor de Boerenpartij. Hij kwam rondborstig voor zijn opvattingen uit en toonde zich vaak emotioneel betrokken bij de onderwerpen waarover hij sprak. Hij was een bloembollenkweker uit het overwegend katholieke Noord-Hollandse Limmen. Maakte zich vooral zorgen over de in zijn ogen toenemende zedenverwildering. Hij bleef in 1968 bij de breuk in de Boerenpartij als een van de weinigen Boer Koekoek trouw. Zijn opvolger, Jan de Koning, kwam in april 1973 tussentijds in de Tweede Kamer.
- Biografisch Portaal: 21506329
- Parlement.com: vg09ll3oywyg